# کاج بودا ژاپنی
گونه ای از درختان سوزنی برگ در خانواده پدوکاپوس است . این گونه در اندونزی و فیلیپین یافت می شود .